# Anilios pinguis
Espèce
Synonymes
- Typhlops pinguis Waite, 1897
- Austrotyphlops pinguis (Waite, 1897)
- Ramphotyphlops pinguis (Waite, 1897)
- Typhlops opisthopachys Werner, 1917

Anilios pinguis est une espèce de serpents de la famille des Typhlopidae. 

## Répartition
Cette espèce est endémique d'Australie. Elle se rencontre en Nouvelle-Galles du Sud, au Victoria, en Australie-Méridionale et en Australie-Occidentale.

## Description
L'holotype d'Anilios pinguis mesure 348 mm dont 12,5 mm pour la queue.

## Publication originale
- Waite, 1897 : Notes on Australian Typhlopidae. Transactions of The Royal Society of South Australia, vol. 21, p. 25-27 (texte intégral).